# Maxaret

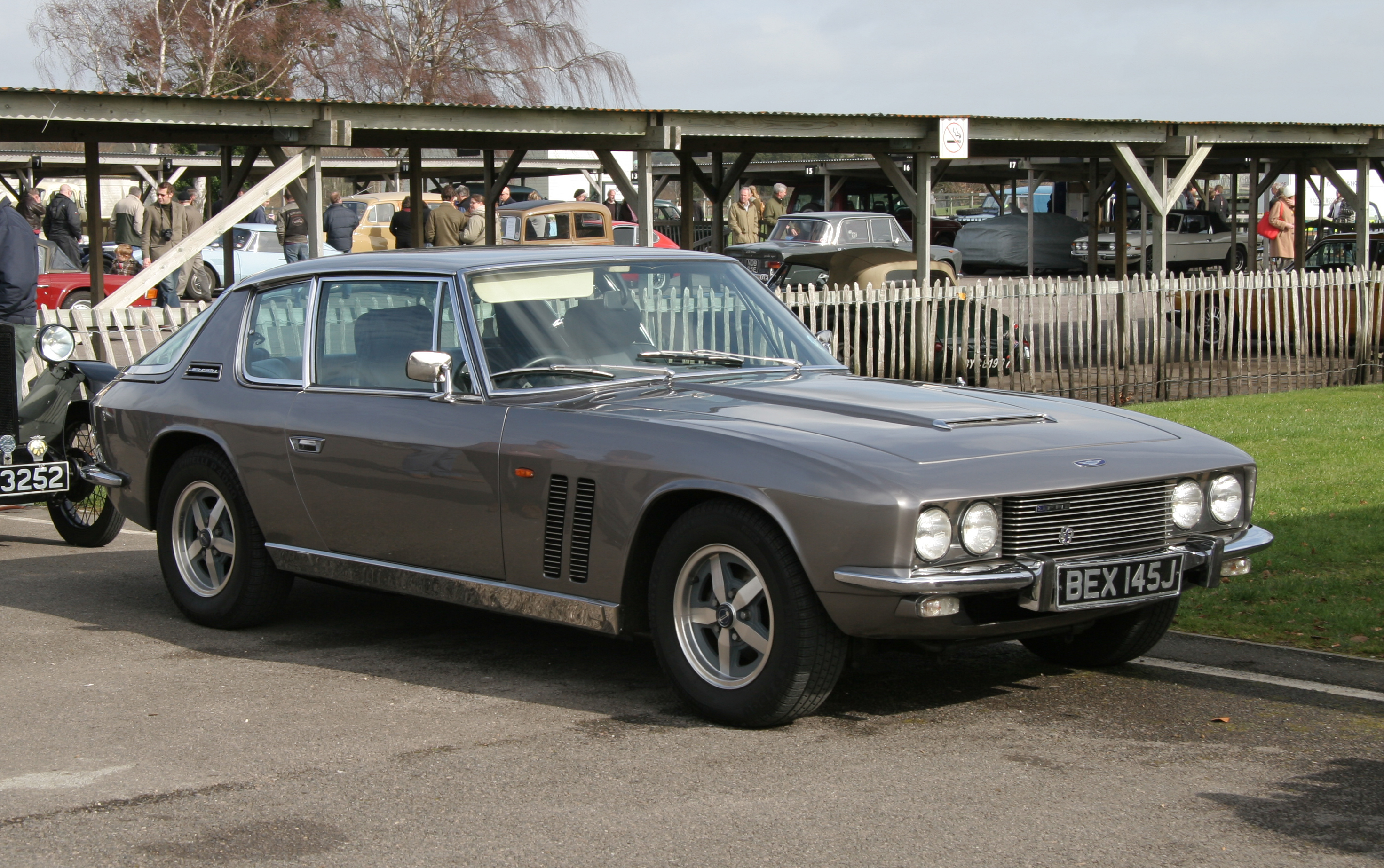
La Jensen FF introdotta sul mercato nel 1966

Il sistema Maxaret della britannica Dunlop fu il primo sistema anti bloccaggio (ABS) ad essere usato di serie. Fu introdotto nei primi anni Cinquanta del XX secolo, nel settore aeronautico, rilevando una riduzione del 30% degli spazi di frenata. Solo l'avvento dell'elettronica permise negli anni 1970 di introdurlo di serie sulle automobili.

## Aviazione
Gli aeromobili in fase di atterraggio ebbero un vantaggio notevole durante la frenata. La velocità elevata e il peso notevole del mezzo, provocavano frequentemente lo slittamento delle ruote sulla pista. La presenza di pioggia, neve o ghiaccio, molte volte portava al fuoripista.
Venne provato sull'Avro Canada CF-100.
L'applicazione del sistema fin dal contatto della ruota sulla pista, riduceva gli spazi di arresto anche del 30%; il coefficiente di attrito tra gomma e pista è di circa 0,7 - 1,0 a 30 miglia all'ora (48 km/h), ma decresce velocemente a 0,3 - 0,5 a 120 miglia all'ora (190 km/h). Con il Maxaret, i piloti attivavavo i freni immediatamente appena toccavano terra, consapevoli del funzionamento antislittamento del sistema.
Aumentava anche la vita dello pneumatico, che ovviamente era soggetto a meno forze di usura e scoppio.
Maxaret, sviluppato da Dunlop in Gran Bretagna, venne usato su velivoli militari come Handley Page Victor, BAC TSR-2, e English Electric Lightning. Sui civili fu installato su Hawker Siddeley Trident. Venne installato anche sul Fokker F27.
Altri modelli furono Avro Vulcan, Vickers Viscount, Vickers Valiant, Folland Gnat, de Havilland Comet 2c, de Havilland Sea Vixen, Vickers VC10, Hawker Siddeley 125, Hawker Siddeley HS 748 e British Aerospace ATP, BAC One-Eleven.
Dal 1966 venne introdotta la versione a controllo elettronico, Maxaret Mark X.

## Automobilismo
Fu usato sulla Jensen FF, con sistema a trazione integrale e il controllo della trazione. Sports Illustrated la definì la "safest car in the world" nel 1965.